# 新疆警察学院
43°53′29″N 87°33′56″E / 43.89125°N 87.56549°E
新疆警察学院是位于中国新疆维吾尔自治区乌鲁木齐市的一所大学。

## 历史沿革
前身为1950年创建的新疆公安干部学校。2001年5月11日，在新疆公安司法管理干部学院、新疆人民警察学校合并基础上，成立新疆警官高等专科学校。2002年7月17日，新疆农业机械化学校并入新疆警官高等专科学校。2012年4月，升格为新疆警察学院。2013年7月11日，正式揭牌升格为普通本科院校。